# Arcones
Arcones – gmina w Hiszpanii, w prowincji Segowia, w Kastylii i León, o powierzchni 31,75 km². W 2011 roku gmina liczyła 243 mieszkańców.